# Lotus 77
Chronologie des modèles (1976)
Lotus 72 Lotus 78
La Lotus 77 est une monoplace de Formule 1 conçue par Colin Chapman, Geoff Aldridge et Martin Ogilvie ayant couru le championnat du monde de Formule 1 1976.